# Tirreno–Adriatico 2009
Das 44. Radrennen Tirreno–Adriatico fand vom 11. bis 17. März 2009 statt. Es wurde in sieben Etappen über eine Distanz von 1.095 Kilometern ausgetragen.
An dem Rennen nahmen die 18 ProTeams teil und die sieben eingeladenen Professional Continental Teams:
- Acqua & Sapone-Caffè Mokambo
- Barloworld
- Ceramica Flaminia-Bossini Docce
- Cervélo TestTeam
- L.P.R. Brakes-Farnese Vini
- Serramenti PVC Diquigiovanni
- Vacansoleil.

## Etappen
| Etappe    | Tag      | Start–Ziel                                          | km       | Etappensieger       | Gesamtführender   |
| --------- | -------- | --------------------------------------------------- | -------- | ------------------- | ----------------- |
| 1. Etappe | 11. März | Cecina – Capannori                                  | 147      | Julien El-Farès     | Julien El-Farès   |
| 2. Etappe | 12. März | Volterra – Marina di Carrara                        | 177      | Alessandro Petacchi | Julien El-Farès   |
| 3. Etappe | 13. März | Fucecchio – Santa Croce sull’Arno                   | 166      | Tyler Farrar        | Julien El-Farès   |
| 4. Etappe | 14. März | Foligno – Montelupone                               | 171      | Joaquim Rodríguez   | Joaquim Rodríguez |
| 5. Etappe | 15. März | Loreto Aprutino – Macerata                          | 30 (EZF) | Andreas Klöden      | Andreas Klöden    |
| 6. Etappe | 16. März | Civitanova Marche – Camerino                        | 235      | Michele Scarponi    | Michele Scarponi  |
| 7. Etappe | 17. März | San Benedetto del Tronto - San Benedetto del Tronto | 169      | Mark Cavendish      | Michele Scarponi  |

## Trikots im Rennverlauf
| Etappe (Sieger)                  | Gesamtwertung     | Punktewertung       | Bergwertung     | Nachwuchswertung | Teamwertung                     |
| -------------------------------- | ----------------- | ------------------- | --------------- | ---------------- | ------------------------------- |
| 1. Etappe (Julien El-Farès)      | Julien El-Farès   | Julien El-Farès     | Julien El-Farès | Julien El-Farès  | Ceramica Flaminia-Bossini Docce |
| 2. Etappe (Alessandro Petacchi)  | Julien El-Farès   | Alessandro Petacchi | Julien El-Farès | Julien El-Farès  | Ceramica Flaminia-Bossini Docce |
| 3. Etappe (Tyler Farrar)         | Julien El-Farès   | Alessandro Petacchi | Julien El-Farès | Julien El-Farès  | Ceramica Flaminia-Bossini Docce |
| 4. Etappe (Joaquim Rodríguez)    | Joaquim Rodríguez | Julien El-Farès     | Ermanno Capelli | Julien El-Farès  | Team Columbia-High Road         |
| 5. Etappe (CRI) (Andreas Klöden) | Andreas Klöden    | Julien El-Farès     | Ermanno Capelli | Thomas Lövkvist  | Team Columbia-High Road         |
| 6. Etappe (Michele Scarponi)     | Michele Scarponi  | Julien El-Farès     | Egoi Martínez   | Thomas Lövkvist  | Team Columbia-High Road         |
| 7. Etappe (Mark Cavendish)       | Michele Scarponi  | Julien El-Farès     | Egoi Martínez   | Thomas Lövkvist  | Team Columbia-High Road         |